# Selznick International Pictures

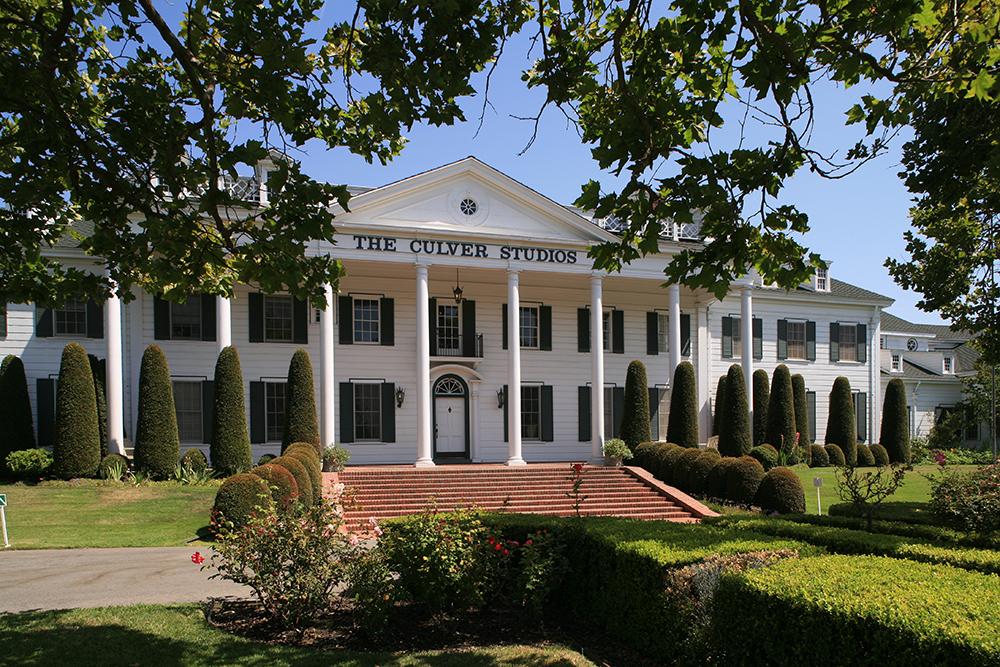
Das Haupthaus des früheren Selznick-Studios in Culver City im Jahre 2013

Selznick International Pictures war das Filmstudio des Produzenten David O. Selznick. Zwischen 1936 und 1948 veröffentlichte das Filmstudio insgesamt 15 Produktionen, darunter Klassiker wie Vom Winde verweht und Rebecca.

## Geschichte

### Anfänge
Der Produzent David O. Selznick hatte Mitte der 1930er-Jahre bei MGM zahlreiche Erfolge an den Kinokassen mit Filmen wie Flucht aus Paris und David Copperfield. Selznick wünschte sich jedoch eine größere Machtfülle und Entscheidungsfreiheit bei seinen Filmen, die er bei MGM nicht bekommen konnte. Deshalb gründete er zusammen mit dem Investor John Hay Whitney im Jahre 1935 Selznick International Pictures  als sein eigenes, kleines Filmstudio. Insgesamt hatte David Selznick durch Spenden und Investitionen verschiedener zu Beginn ein Kapital von drei Millionen US-Dollar gesammelt, ohne dass er selbst einen Dollar dazubezahlt hätte. Dabei kam ihm auch sein guter Ruf als Erfolgsproduzent zur Hilfe. Der wichtigste Investor war John Hay Whitney.
David O. Selznick mietete sich ein kleines Gelände in Culver City, welches einst Thomas Harper Ince gehört hatte. Eine weiße Villa war der Hauptsitz von Selznick International und wurde zum Markenzeichen des Studios: Zu Beginn der meisten Selznick-Filme ist kurz die weiße Villa mit einem Schild „Selznick International Pictures“ davor zu sehen.

### Künstlerische Aspekte

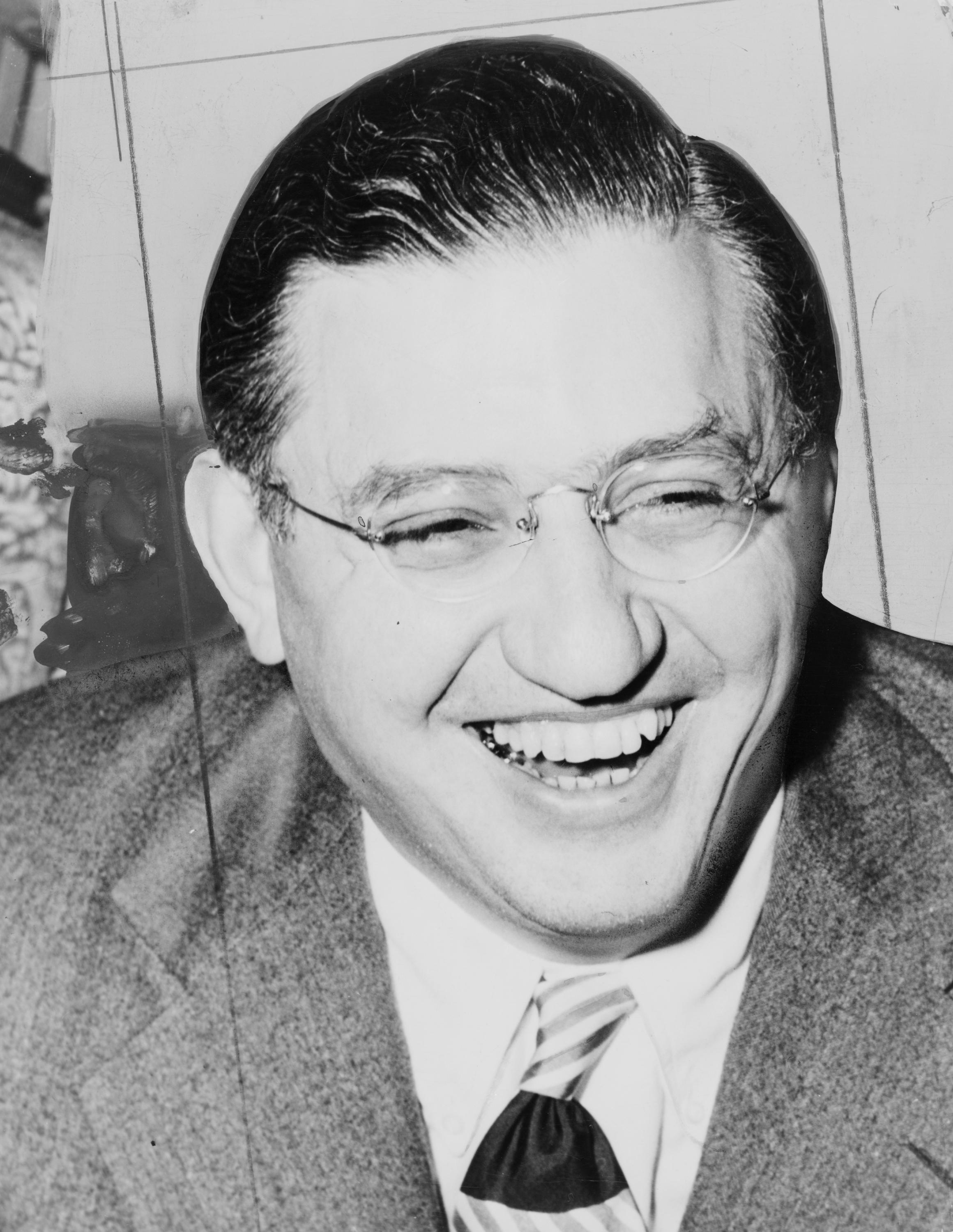
David O. Selznick, Gründer des Studios (1940)

Bei der Gründung seines Filmstudios definierte Selznick seinen künstlerischen und kommerziellen Anspruch so: „Es gibt nur zwei Arten von Merchandising die im Filmgeschäft erfolgreich sind: entweder macht man sehr günstige Filme oder sehr teure Filme. Für uns gibt es keine Alternative, wir müssen uns mit dem Allerbesten messen.“
Die Produktionskosten von Selznicks Filmen waren daher meist überdurchschnittlich im Vergleich zu den Filmen von anderen Hollywoodstudios. Der zehnte Selznick-Film Vom Winde verweht wurde 1939 sogar der bis dahin teuerste Film aller Zeiten mit knapp vier Millionen US-Dollar und trieb den Aufwand zur Herstellung eines Filmes in neue Höhen. Gleichzeitig wurden namhafte Regisseure hinter der Kamera verpflichtet, darunter auch Alfred Hitchcock, den Selznick im Jahre 1940 für den Film Rebecca eigens von England nach Hollywood lotste.
Der Regisseur John Cromwell drehte mit Selznick gleich viermal. Ebenfalls mehrmals für Selznick tätig waren unter anderem der Komponist Max Steiner, der Filmeditor Hal C. Kern sowie der Filmarchitekt William Cameron Menzies.
Die Filme waren meistens bis in die kleinsten Nebenrollen mit bekannten Schauspielern besetzt, allerdings scheute man sich auch nicht, völlig unbekannte Personen wie Vivien Leigh zu Stars zu machen. In Sachen Besetzung gab ebenfalls aufwendige Marketingaktionen, so wurden für den Film Toms Abenteuer angeblich 25.000 Jungen für die Hauptrolle getestet, ebenso suchte man bei Vom Winde verweht die Darstellerin der Scarlett O’Hara im ganzen Land.
Das Studio hatte sich vor allem auf Literaturverfilmungen spezialisiert, drehte aber auch Komödien oder Dramen ohne eine Vorlage. Eigentlich wollte Selznick International Pictures etwa sechs bis acht Filme im Jahr produzieren, dies geschah jedoch nie. David O. Selznick war ein Perfektionist, der jedes Detail in seinen Filmen korrekt wissen und über alles die Entscheidungsgewalt haben wollte, sodass die Produktionszeiten der Filme meist lang waren. Doch die fertigen Filme erhielten von Kritikern meist großes Lob; Vom Winde verweht und Rebecca erhielten sogar den Oscar für den besten Film des Jahres und insgesamt erhielten nur vier der fünfzehn Filme keine Oscar-Nominierung.
Die fertigen Filme wurden nicht von Selznick Pictures in den Vertrieb gebracht, sondern von United Artists, da das kleine Studio – im Gegensatz zu den großen Playern des Studiosystems – keine eigenen Kinos hatte. Die einzige Ausnahme ist Vom Winde verweht, der von MGM veröffentlicht wurde.

### Ende des Studios
In den ersten Jahren entstanden bei Selznick International Pictures sowohl kommerzielle Erfolge wie Ein Stern geht auf als auch Misserfolge, etwa Denen ist nichts heilig, der 400.000 US-Dollar Verlust machte. Insgesamt stellte sich das Unternehmen als wenig profitabel heraus, nicht zuletzt aufgrund der fortbestehenden Dominanz des Studiosystems. Zum größten Triumph für Selznick International Pictures wurde Vom Winde verweht, der bis heute inflationsbereinigt der kommerziell erfolgreichste Film aller Zeiten ist. Allerdings erhielt nicht Selznick, sondern das Filmstudio MGM, das den Film in den Verleih brachte, den Löwenanteil der Einnahmen.
Zwar hatte Selznick 1940 mit Rebecca einen weiteren Kassenerfolg, doch er entschied sich schließlich dazu, das Studio aufzugeben und die Rechte an seinen Filmen weiterzuverkaufen. Gründe dafür waren, dass er Geld für zukünftige Filmprojekte brauchte und das Studio bis Vom Winde verweht eher ein Verlustgeschäft war. Außerdem fehlten Investoren, die ein langfristiges Überleben des Unternehmens hätten sichern können. Die Rechte für die meisten Filme konnte Selznick an andere Filmstudios verkaufen, nur vier Filme kamen im Laufe der Jahrzehnte unter das Public Domain.
Nach Rebecca wurden noch vier weitere Filme gedreht, weil Selznicks Vertrag mit United Artist es so verlangte. Am 25. Dezember 1948 wurde mit Jenny der 15. und letzte Film von Selznick International Pictures veröffentlicht.

## Filmografie
| Deutscher Titel            | Originaltitel                | Veröffentlichung (in den USA) | Regie               | Oscars                          |
| -------------------------- | ---------------------------- | ----------------------------- | ------------------- | ------------------------------- |
| Der kleine Lord            | Little Lord Fauntleroy       | 2. April 1936                 | John Cromwell       | /                               |
| Der Garten Allahs          | The Garden of Allah          | 19. November 1936             | Richard Boleslawski | 2 Nominierungen                 |
| Ein Stern geht auf         | A Star Is Born               | 27. April 1937                | William A. Wellman  | 1 Oscar, dazu 6 Nominierungen   |
| Der Gefangene von Zenda    | The Prisoner of Zenda        | 3. September 1937             | John Cromwell       | 2 Nominierungen                 |
| Denen ist nichts heilig    | Nothing Sacred               | 25. November 1937             | William A. Wellman  | /                               |
| Toms Abenteuer             | The Adventures of Tom Sawyer | 11. Februar 1938              | Norman Taurog       | 1 Nominierung                   |
| Gauner mit Herz            | The Young in Heart           | 3. November 1938              | Richard Wallace     | 3 Nominierungen                 |
| Ein ideales Paar           | Made for Each Other          | 10. Februar 1939              | John Cromwell       | /                               |
| Intermezzo                 | Intermezzo, a Love Story     | 22. September 1939            | Gregory Ratoff      | 2 Nominierungen                 |
| Vom Winde verweht          | Gone with the Wind           | 15. Dezember 1939             | Victor Fleming      | 10 Oscars, dazu 5 Nominierungen |
| Rebecca                    | Rebecca                      | 12. April 1940                | Alfred Hitchcock    | 2 Oscars, dazu 9 Nominierungen  |
| Als du Abschied nahmst     | Since You Went Away          | 20. Juli 1944                 | John Cromwell       | 1 Oscar, dazu 8 Nominierungen   |
| Ich werde dich wiedersehen | I’ll Be Seeing You           | 5. Januar 1945                | William Dieterle    | /                               |
| Ich kämpfe um dich         | Spellbound                   | 28. Dezember 1945             | Alfred Hitchcock    | 1 Oscar, dazu 5 Nominierungen   |
| Jenny                      | Portrait of Jenny            | 25. Dezember 1948             | William Dieterle    | 1 Oscar, dazu 1 Nominierung     |